# Alejandro Pozuelo Melero
Alejandro Pozuelo Melero (nascut el 20 de setembre de 1991) és un futbolista sevillà que juga com a migcampista pel Racing Genk.

## Trajectòria esportiva

### Betis
Nascut a Sevilla, Andalusia, Pozuelo va començar a jugar a futbol al Real Betis B, i va jugar unes quantes temporades a la segona divisió B.
Va debutar amb el primer equip el 2 d'octubre de 2011, jugant la segona part d'una derrota en lliga per 0–1 a casa contra el Llevant UE. El 18 de desembre va marcar el seu primer gol en lliga pel Betis, en un partit guanyat per 2–0 contra l'Atlètic de Madrid, i en el qual també fou expulsat.
Pozuelo va ser ascendit al primer equip bètic la temporada 2012–13. Va jugar fins a 13 partits entre totes les competicions, i va marcar un únic gol, en una victòria fora de casa per 5–3 contra l'Athletic Club.

### Swansea City
El 2 de juliol de 2013, Pozuelo va fitxar pel Swansea City AFC amb un contracte de tres anys, que va signar alhora que el seu company al Betis José Cañas de manera que va esdevenir el setè espanyol de l'equip anglès.
Va marcar gol en el seu debut amb el club, arrodonint el marcador en una victòria a casa per 4–0 contra el Malmö FF al partit d'anada de la tercera ronda de classificació per la Lliga Europa de la UEFA 2013–14; marcà el seu segon gol a la mateixa competició i també al Liberty Stadium el 22 d'agost de 2013 en un partit de play-off contra el FC Petrolul Ploiești romanès, que acabà amb victòria anglesa 5–1.

### Rayo Vallecano
El 24 de juliol de 2014 Pozuelo va retornar a la primera divisió espanyola, signant contracte amb el Rayo Vallecano.